# Thunnus
El grupo Thunnus es un género de peces óseos marinos con menos de diez especies incluidas en él. El nombre común es el de atún o tuna en Estados Unidos, Honduras, Panamá y Puerto Rico, aunque bajo este nombre se conocen de  manera informal otros peces pertenecientes a géneros diferentes. En sus primeros días de vida, los individuos de este género son llamados cordilas.
Nadan con velocidades de crucero de 3 a 7 km/h, pero pueden alcanzar los 70 km/h y, excepcionalmente, son capaces de superar los 110 km/h en recorridos cortos. Como son animales oceánicos pelágicos, viajan grandes distancias durante sus migraciones (recorriendo de 14 a 50 km diarios), que duran hasta 60 días. Ciertas especies de Thunnus pueden sumergirse hasta los 400 m de profundidad.
La carne de Thunnus es rosada o roja, y contiene una mayor cantidad de hemoglobina (hasta 380 mg en 100 g de músculo) y mioglobina (hasta más de 530 mg en 100 g de músculo) que la de otras especies de peces.
Algunas de las especies más grandes, como el atún de aleta azul, pueden elevar la temperatura corporal por encima de la temperatura del agua con su actividad muscular; ello no significa que sean de sangre caliente, pero les permite vivir en aguas más frías y sobrevivir en una más amplia variedad de entornos que otras especies de atún.

## Características
Una característica común de los túnidos es la presencia de dos aletas dorsales, generalmente bien separadas, la primera soportada por espinas y la segunda por rayas blandas. Su cuerpo es hidrodinámico, enteramente cubierto de escamas, mayores en la parte anterior que las del resto. Posee un dorso azul oscuro y vientre plateado, sin manchas, que le permite mimetizarse con el medio acuático. En los ejemplares jóvenes se presentan líneas verticales y puntos claros en la parte baja del cuerpo. Las aletas son de color gris azulado. El tamaño varía mucho, dependiendo de la especie y oscila entre el atún de aleta negra (tamaño máximo: 120 cm, peso: 20,6 kg) y el atún rojo (tamaño máximo: 4,6 m, peso: 684 kg). El ejemplar más grande registrado bajo las reglas de la Asociación Internacional de Pesca Deportiva fue un atún rojo capturado en 1979 en Nueva Escocia que pesaba 679 kg y medía 3,84 m de largo.
El atún es un pez migratorio y pelágico, que nada cerca de la superficie formando pequeños bancos. Busca aguas con temperaturas superiores a los 10 °C (de 17 a 33 °C). Alcanza la madurez sexual a los 4 o 5 años, cuando mide de 1 a 1,2 m (pesando de 16 a 27 kg). Se estima que su vida media es de 15 años.
Se ha documentado que las velocidades que pueden alcanzar son las siguientes:
| Especie           | Velocidad sostenida (m/s) | Velocidad máxima (m/s) |
| ----------------- | ------------------------- | ---------------------- |
| Thunnus thynnus   | 3,49                      | -                      |
| Thunnus albacares | 0,64                      | 20,46                  |
| Thunnus obesus    | 0,60                      | -                      |

## Distribución geográfica, gestión y comercialización
Thunnus es un pez muy popular en la alimentación de buena parte del mundo. El mercado del atún se ha visto ampliamente impulsado por el desarrollo de las economías de los países de Asia oriental, especialmente Japón, y por el impacto global de ciertos platos como en el caso del sushi.
El Departamento de Pesca y Acuicultura de la FAO dispone de una base de datos con un atlas, que permite conocer las capturas acumuladas, según las especies y los años. Se estima que las capturas mundiales de atún, realizadas en 2007, fueron del orden de 4 millones de toneladas. De estas capturas, el 69,0% se realizaron en el océano Pacífico, el 21,7% en el océano Índico y 9,5% en el océano Atlántico y mar Mediterráneo. Las especies de atún que se explotan con fines comerciales se recogen en la siguiente tabla.
| Nombre común                                                   | Nombre científico  | Área geográfica                                 | % de las capturas en 2014 | Estado de conservación (en 2021) |
| -------------------------------------------------------------- | ------------------ | ----------------------------------------------- | ------------------------- | -------------------------------- |
| Atún de aleta amarilla, atún claro, rabil                      | Thunnus albacares  | Todo el mundo                                   | 24,0                      | Especie bajo preocupación menor  |
| Atún blanco, albacora, bonito del norte                        | Thunnus alalunga   | Todo el mundo                                   | 5,4                       | Especie bajo preocupación menor  |
| Atún de aleta azul del Atlántico, atún rojo                    | Thunnus thynnus    | Océano Atlántico                                | <1,0                      | Especie bajo preocupación menor  |
| Atún de aleta azul del Pacífico, subespecie de Thunnus thynnus | Thunnus orientalis | Océano Pacífico                                 | <1,0                      | Casi amenazado                   |
| Atún de aleta azul del Sur, subespecie de Thunnus thynnus      | Thunnus maccoyii   | Sur de los océanos Atlántico, Índico y Pacífico | <1,0                      | En peligro                       |
| Atún de cola larga, atún tongol                                | Thunnus tonggol    | Océano Índico y oeste del océano Pacífico       | <1,0                      | Datos deficientes                |
| Atún de aleta negra                                            | Thunnus atlanticus | Oeste del océano Atlántico                      | <1,0                      | Especie bajo preocupación menor  |

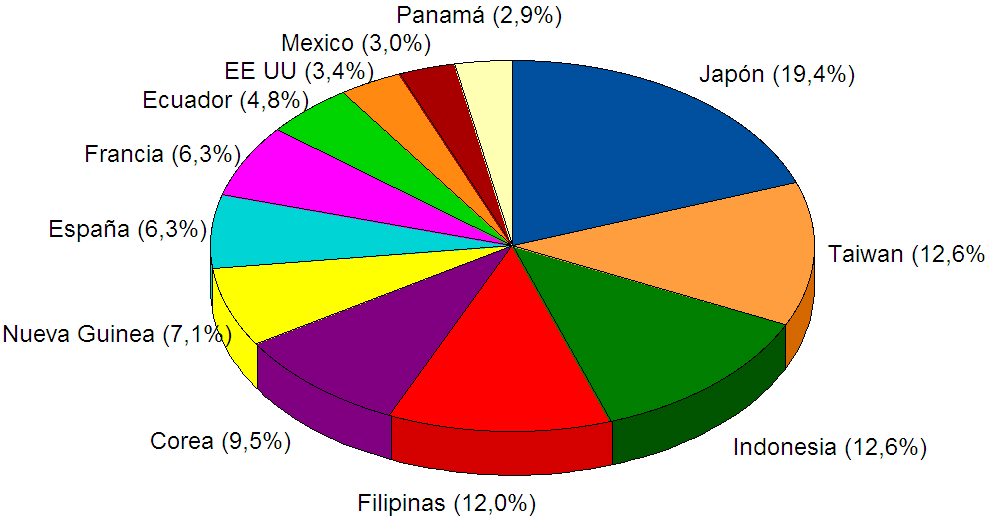
Proporciones de las capturas de atún, realizadas durante el año 2007 por diferentes países.

La siguiente gráfica muestra las proporciones de las capturas realizadas en 2007 por distintos países. Se aprecia que los países asiáticos son los que más capturas realizan a nivel mundial.
Otros organismos internacionales que proporcionan información sobre la gestión de los recursos pesqueros, incluidos los relativos al atún, son:
- Comisión Internacional para la Conservación del Atún Atlántico
- Comisión del Atún del Océano Índico
- Secretariado de la Comunidad Pacífica del Programa de Pesca de Altura
- Comisión Interamericana del Atún Tropical

En el ámbito global, los túnidos están incluidos en el Acuerdo de la ONU para la gestión y conservación de especies transzonales y altamente migratorias.
Algunas variedades, como el atún de aleta azul (o bluefin) y el atún de aleta amarilla son objeto de diferentes proyectos pesqueros a lo largo y ancho del mundo, así mismo las temporadas de pesca y sus zonas son reguladas por diferentes organizaciones y gobiernos. Algo importante por destacar es que al momento de capturar estos organismos se extrae junto con ellos otros animales, ya sea el caso de delfines y tiburones que se alimentan de los atunes y son arrastrados junto con el cardumen al momento de capturarlos.
Un dato alentador para la recuperación biológica de estos peces es el éxito obtenido en 2009 por un proyecto de investigación, desarrollado por el Instituto Español de Oceanografía, mediante el que se ha logrado reproducir en cautividad el atún rojo.
En España las variedades más consumidas y comunes son el atún rojo (Thunnus thynnus) y el atún blanco (Thunnus alalunga).

## Datos gastronómicos

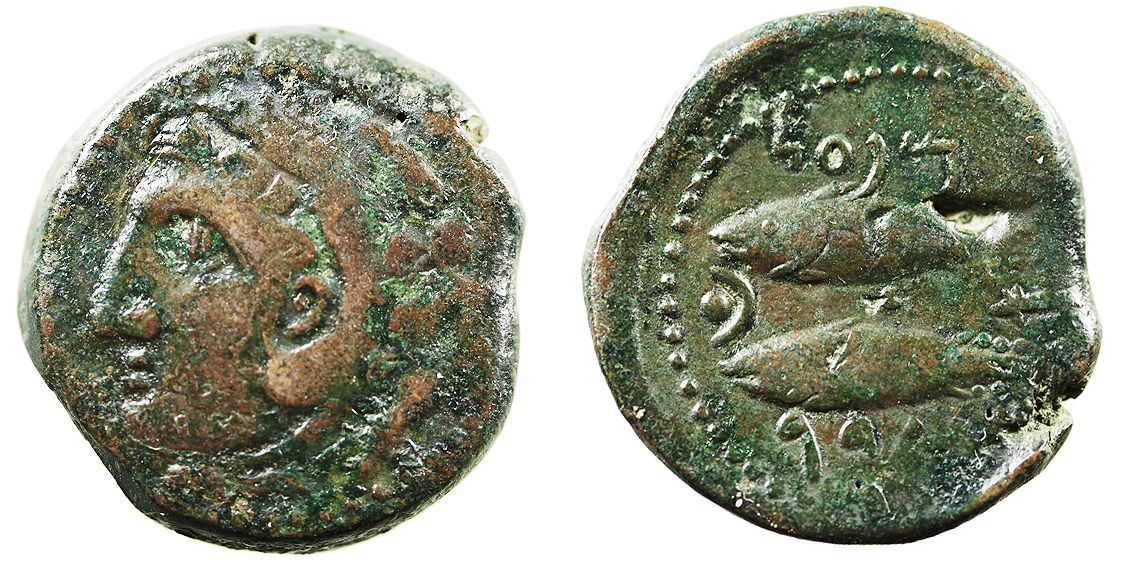
Moneda acuñada en Gadir (actual Cádiz), que muestra a dos atunes.

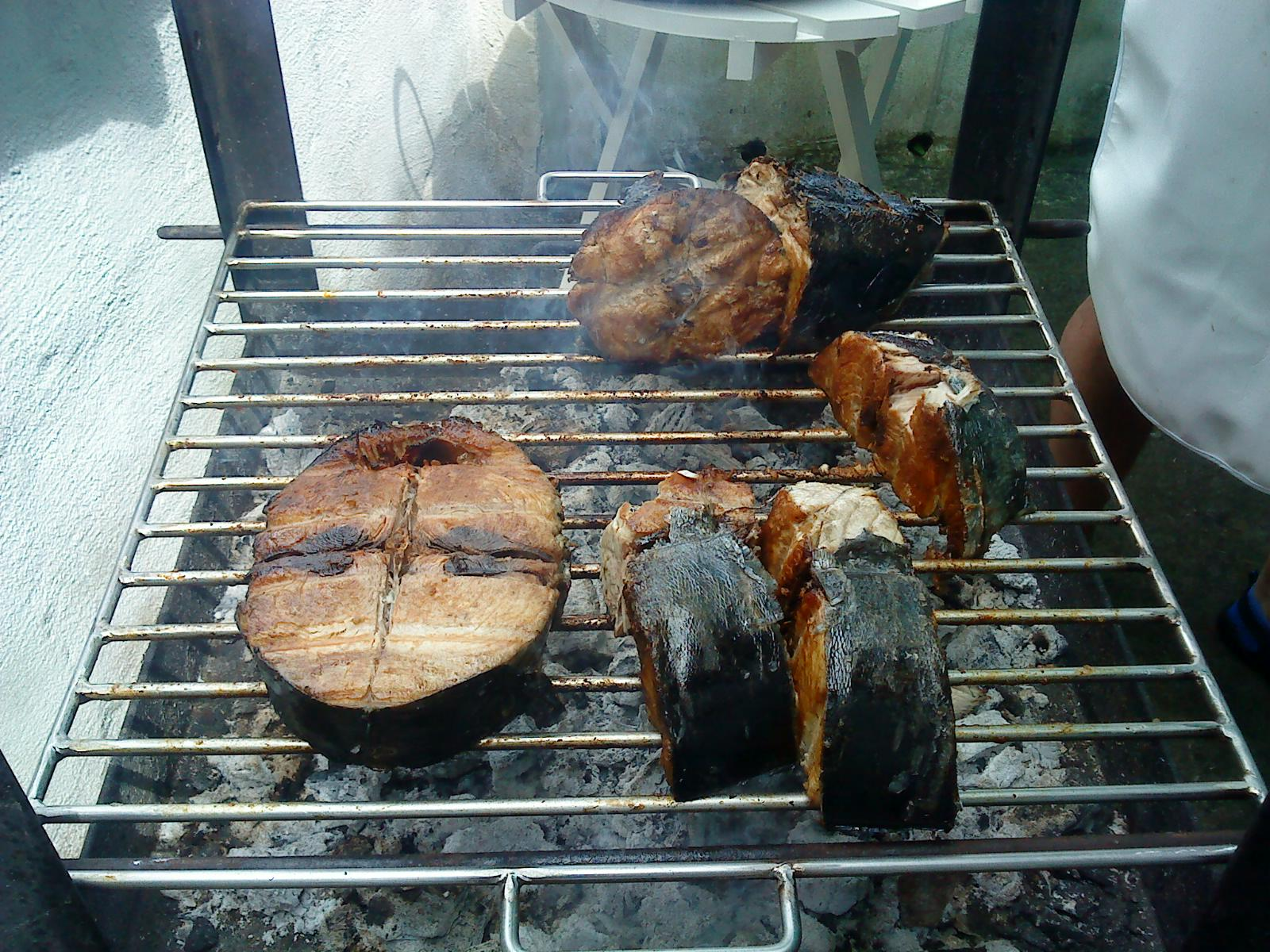
Preparación del atún asado a la parrilla

Los atunes son pescados que admiten una gran diversidad de preparaciones culinarias, ya sea en fresco o en conserva (atún en conserva). Las tajadas o puestas que se extraen de los mismos son variadas: rodajas, ventresca (vientre), ijada, etc. Para su consumo en fresco se preparan asados o cocinados como parte de platos populares: sorropotún en los pueblos costeros de la comunidad de Cantabria, marmitako en los del País Vasco, o el patacó en la cocina tarraconense (Cataluña). En algunos países de América Latina se usan para elaborar el cebiche. Cuando se someten a tratamiento de conservación mediante la salazón, se obtiene otro producto típico: la mojama.

## Datos para la salud humana

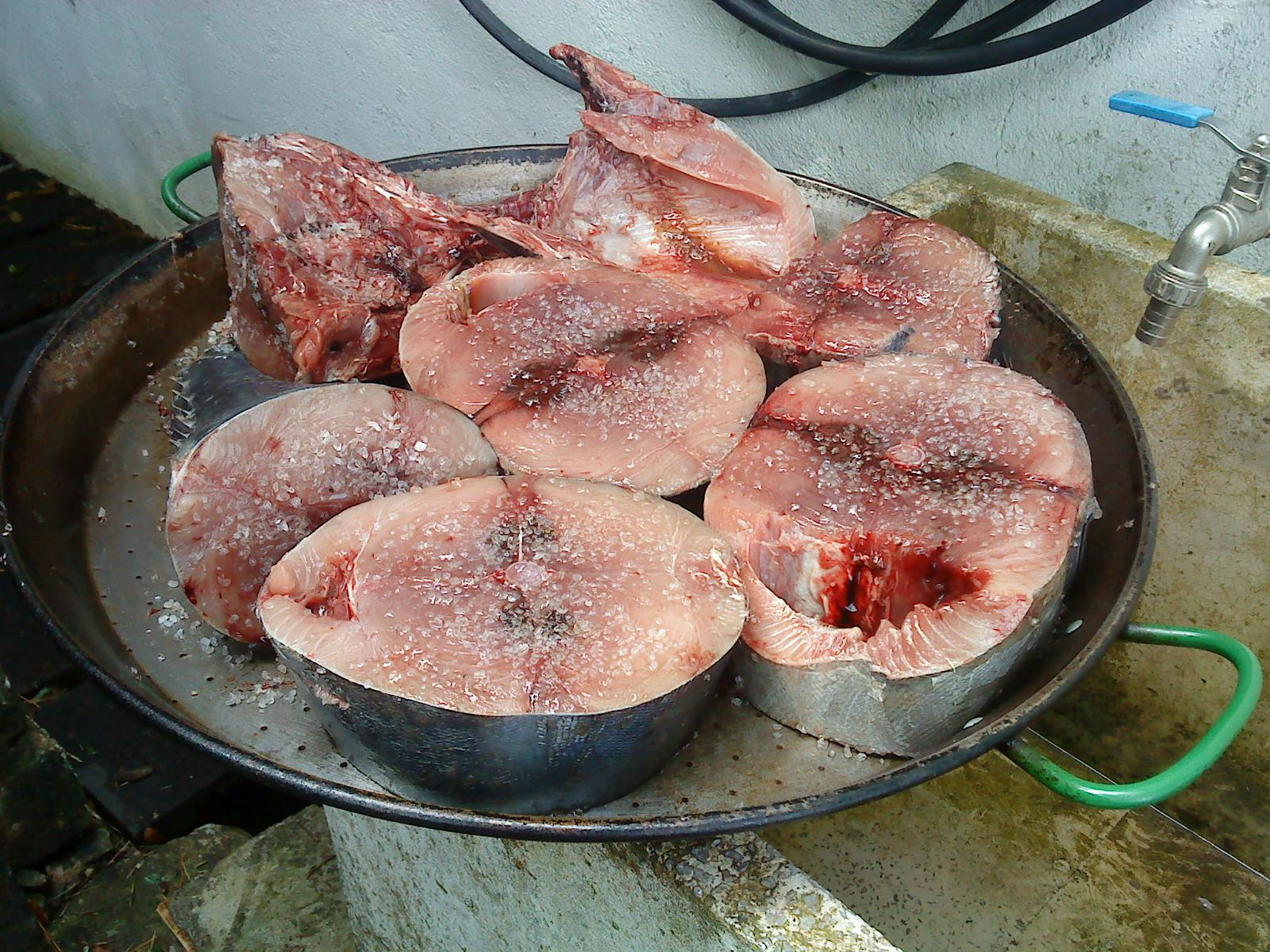
Atún cortado y salado

| Compuesto               | Cantidad |
| ----------------------- | -------- |
| Kcal                    | 143 kCal |
| Hidratos de carbono (g) | 0        |
| Agua (g)                | 69,0     |
| Proteína (g)            | 23,0     |
| Grasa (g)               | 6,2      |
| Glúcidos (g)            | 0,0      |
| Colesterol (mg)         | 55       |

### Aspectos de interés nutricional
La composición media del atún, referida a 100 g de producto fresco, es la recogida en la tabla 2. En relación con la grasa, hay que destacar que su contenido depende de la zona del cuerpo en la que se deposite: es mínima en las zonas del lomo y de la aleta caudal (6-10%) y es máxima en la zona ventral (28%). Otros factores que condicionan las proporciones de grasa corporal, hasta alcanzar valores del 15-20%, son la estacionalidad (mayores en octubre-noviembre) y la latitud (se incrementa por encima de 40ºN). Por tales proporciones de grasa es por lo que el atún se considera un pescado azul. Esta grasa está integrada por ácidos grasos poliinsaturados (2,2% del peso total), saturados (1,8% del peso total) y monoinsturados (1,6% del peso total). En los ácidos grasos poliinsaturados predominan los llamados ácidos grasos de la serie Ω-3: los ácidos eicosa-5,8,11,14,17-pentaenoico (ácido eicosapentaenoico o EPA) y docosa-4,7,10,13,16,19-hexaenoico (ácido docosahexaenoico o DHA) registran proporciones del orden de 0,49-0,99% y 0,98-4,01%, respectivamente.,,

### Aspectos de interés toxicológico
Desde el punto de vista de la inocuidad alimentaria hay que destacar que el atún puede contener altos niveles de histamina (≥ 50 mg/100 g de producto) y de mercurio acumulado (en forma de metilmercurio).
La histamina se produce debido a que los túnidos presentan altos contenidos del histidina libre (más de 100 mg/100 g de pescado), aminoácido que se degrada por la acción de determinadas bacterias contaminantes de la familia de las Enterobacteriaceae (como Enterobacter aerogenes, Klebsiella variicola, Klebsiella pneumoniae, Pantoea agglomerans, Proteus mirabilis o Serratia marcescens). La formación de histamina, dependiente de la cantidad de histidina libre que contenga el atún y de la contaminación bacteriana inicial, se acelera cuando el pescado se expone a temperaturas ambiente (20-25 °C). Para prevenir la formación de histamina hasta niveles tóxicos se recomienda la rápida refrigeración del atún (a temperaturas de 0-8 °C) e, incluso, el envasado en atmósfera modificada (40% de CO2 y 60% de O2). La intoxicación por histamina presente en túnidos (escombrointoxicación) se manifiesta a nivel cutáneo (urticaria, inflamación, etc.), gastrointestinal (vómitos y diarrea), hemodinámico (hipotensión) y neurológico (palpitaciones y dolor de cabeza).,
El mercurio inorgánico, tanto de origen antropogénico (resultante de la actividad industrial) como de origen natural, se transforma en mercurio orgánico por los microorganismos acuáticos, el cual es más tóxico (véase envenenamiento por mercurio). Este mercurio orgánico se acumula a través de la cadena alimentaria hasta predadores como el atún (véase Presencia de mercurio en peces). En distintos derivados de atún, comercializados en España, se han detectado concentraciones de mercurio que varían entre 0,17 y 0,40 μg/100 g de producto fresco. Hay que señalar que estos contenidos en mercurio son inversamente proporcionales a la cantidad de grasa que posee el animal. Por ello, los contenidos de mercurio son más altos en el atún de aleta azul que en el de aleta amarilla. Además, y como el contenido de grasa aumenta en los meses de octubre-noviembre, el contenido de mercurio se reduce en este período.